# Герман Плохер
Герман Лукас Плохер (нім. Hermann Lukas Plocher; 5 січня 1901, Штутгарт — 8 грудня 1980, Мургардт) — німецький військово-повітряний діяч, генерал-лейтенант люфтваффе вермахту, генерал-майор люфтваффе бундесверу. Кавалер Лицарського хреста Залізного хреста з дубовим листям.

## Біографія
1 січня 1918 року призваний в армію і зарахований у 126-й (8-й Вюртемберзький) піхотний полк. У 1919 році входив в бригаду «Гаазе» Добровольчого корпусу. Після демобілізації армії залишений в рейхсвері. З 1 травня 1928 по 30 квітня 1930 року проходив льотну підготовку в секретній авіашколі рейхсверу в Липецьку. У 1934-35 роках закінчив курси офіцерів Генштабу. 1 липня 1935 року переведений до люфтваффе і спрямований на службу в організаційний відділ Генштабу люфтваффе, з 1 серпня 1936 року — начальник групи. У серпні 1937 року переведений в штаб легіону «Кондор», а 1 жовтня 1937 року очолив штаб. Учасник Громадянської війни в Іспанії.
З 1 лютого 1939 року — начальник 2-го відділу Генштабу люфтваффе, з 5 січня 1940 року — начальник штабу 5-го авіакорпусу, з 1 квітня 1942 року — Командування ВПС «Схід». Одночасно в жовтні 1942 року тимчасово командував 1-ю авіадивізією. З 1 лютого 1943 — командир 19-ї авіапольвої дивізії, з 1 липня 1943 року — 4-ї авіадивізії. 26 серпня 1943 року призначений начальником штабу 3-го повітряного флоту, частини якого були дислоковані у Франції. 26 вересня 1944 року флот переформований на Командування Люфтваффе «Захід». 1 жовтня 1944 року очолив 6-ту парашутну дивізію, з якою брав участь в боях у Франції. 8 травня 1945 року взятий в полон союзниками. У 1947 році звільнений.
Брав участь у створенні ВПС ФРН, 1 березня 1957 року прийнятий до ПС. З 16 квітня 1957 по 31 березня 1958 року — начальник оперативного штабу і заступник інспектора ВПС, з 1 січня 1959 року — командувач авіацією «Північ» (зі штаб-квартирою в Мюнстері), з 1 січня 1960 року — командир 2-ї дивізії ППО і інспектор допоміжних частин ВПС, з 27 лютого 1961 року — командувач групою ВПС «Південь». 21 грудня 1961 року вийшов у відставку.

## Звання
- Фанен-юнкер (1 січня 1918)
- Фенріх (1 жовтня 1921)
- Обер-фенріх (1 жовтня 1922)
- Лейтенант (1 грудня 1922)
- Оберлейтенант (1 серпня 1927)
- Гауптман (1 квітня 1934)
- Майор Генштабу (1 серпня 1936)
- Оберстлейтенант Генштабу (1 березня 1938)
- Оберст Генштабу (1 серпня 1940)
- Генерал-майор (1 березня 1943)
- Генерал-лейтенант (1 липня 1944)
- Генерал-майор (1 березня 1957)

## Нагороди
- Почесний хрест ветерана війни
- Медаль «За вислугу років у Вермахті» 4-го, 3-го і 2-го класу (18 років)
- Нагрудний знак пілота
- Нагрудний знак пілота легіону «Кондор»
- Медаль «За Іспанську кампанію» (Іспанія)
- Іспанський хрест в золоті з мечами
- Медаль «У пам'ять 1 жовтня 1938»
- Залізний хрест
  - 2-го класу (17 травня 1940)
  - 1-го класу (5 червня 1940)
- Комбінований Знак Пілот-Спостерігач
- Німецький хрест в золоті (9 квітня 1942)
- Медаль «За зимову кампанію на Сході 1941/42»
- Лицарський хрест Залізного хреста з дубовим листям
  - лицарський хрест (9 грудня 1943)
  - дубове листя (№ 867; 8 травня 1945)